# Oscar Zügel
Oscar Zügel   (Murrhardt, 18 d'octubre de 1882 - Tossa de Mar, 5 de març de 1968) fou un pintor alemany.
Amic del filòsof Paul Ludwig Landsberg i Marguerite Landsberg, arribà a Tossa de Mar (Selva) els anys trenta, fugitiu de la persecució d'artistes avantguardistes per part del règim nazi. La seva casa va ser construïda per l'arquitecte racionalista Gerhard Planck i va tenir vincles amb el pintor André Masson. L'any 1936, arran d'una denúncia es va exiliar a l'Argentina fins a l'any 1950, moment en què s'instal·là definitivament a Tossa. Conreà una descomposició constructivista de la figura que relaciona la seva obra amb el cubisme.